# Рабе Хайнрих I фон Шпигел
Рабе Хайнрих I фон Шпигел (на немски: Rabe Heinrich I von Spiegel; * 1697; † 19 февруари 1745) е благородник от род фон Шпигел, споменат за пръв път в документи през 1224 г. с резиденция замък „Бург Дезенберг“ близо до Варбург, Вестфалия.
Той е най-големият син на Фридрих Дитрих фон Шпигел (1656 – 1712) и съпругата му Доротея София фон Фос (1672 – 1729). Внук е на Рабе Хилмар фон Шпигел (1616 – 1664) и Мария София фон Крам (1623 – 1697). Брат е на Георг Фридрих фон Шпигел (1699 – 1735) и Дитрих Вилхелм фон Шпигел (1701 – 1754).
През края на 16 век фамилията фон Шпигел построява водният дворец Швекхаузен, който остава 400 години до началото на 19 век собственост на фамилията.

## Фамилия
Рабе Хайнрих I фон Шпигел се жени за Елеонора Доротея фон Реден († 1759). Те имат 9 деца:
- Йохан фон Шпигел (* 19 април 1730; † 10 октомври 1736)
- Карл фон Шпигел (* 12 май 1731, Швекхаузен/Вилебадесен; † 25 януари 1733, Швекхаузен)
- Рабе Хайнрих II фон Шпигел (* 5 май 1732; † 19 април 1762, Брауншвайг), женен за Кристина Елизабет фон Щамен († сл. 1783); нямат деца
- Хенриета фон Шпигел (* 2 юли 1733, Колгрунд; † 17 октомври 1734, Швекхаузен)
- Каролина Фридерика фон Шпигел (* 16 януари 1735, Наумбург; † 6 септември 1736, Швекхаузен)
- Хенриета Доротея Беата фон Шпигел (* 1 февруари 1736, Колгрунд; † 1772/1777), омъжена за Фридрих Вилхелм фон Метцш
- Фридерика София Амалия фон Шпигел (* 4 февруари 1737, Наумбург; † 17 юни 1800, Минден), неомъжена
- Дитрих Ернст Георг Шпигел фон Пекелсхайм (* 7 февруари 1738, Колгрунд, Валдек; † 3 юли 1789, Байройт), женен I. за София Мария Каролина фон Брокдорф (* 3 юни 1748; † 30 септември 1779), II. на 6 януари/26 октомври 1781 г. за Хенриета София фон Зекендорф Абердар (* 29 юни 1764; † 7 февруари 1850); има общо 4 деца
- Каролина Кристиана фон Шпигел (* 2 септември 1739, Наумбург; † 25 декември 1797, Нинбург), омъжена за Георг Лудвиг фон Оенхаузен (* 10 май 1734; † 1 март 1811)